# Essendine
Essendine è un paese della contea del Rutland, in Inghilterra.